# Маргарита Бабинець
Маргарита Бабинець (англ. Marjory Linheart Babinetz, 26 лютого 1923 Мейсонтаун, Пенсильванія, США — 27 липня 1944 Стілвотер, Оклахома США) — громадянка США українського походження, перший військовослужбовець Жіночого Армійського Корпусу, Військово-Повітряних Сил США, яка отримала повітряну медаль.

## Життєпис
Батько Іван Бабинець, уродженець села Доробратово, Закарпатської області, після одруження виїхав в США на заробітки, залишивши дружину вдома. Декілька разів він повертався назад, але через десять років забрав дружину і дітей з собою в Америку. Там 26 лютого 1923 року і народилась Маргарита в місті Мейсонтаун. На той момент мала вже трьох старших сестер, а за деякий час народився молодший брат. В навчанні мала високу успішність і оволоділа п'ятьма мовами.

## Військова служба

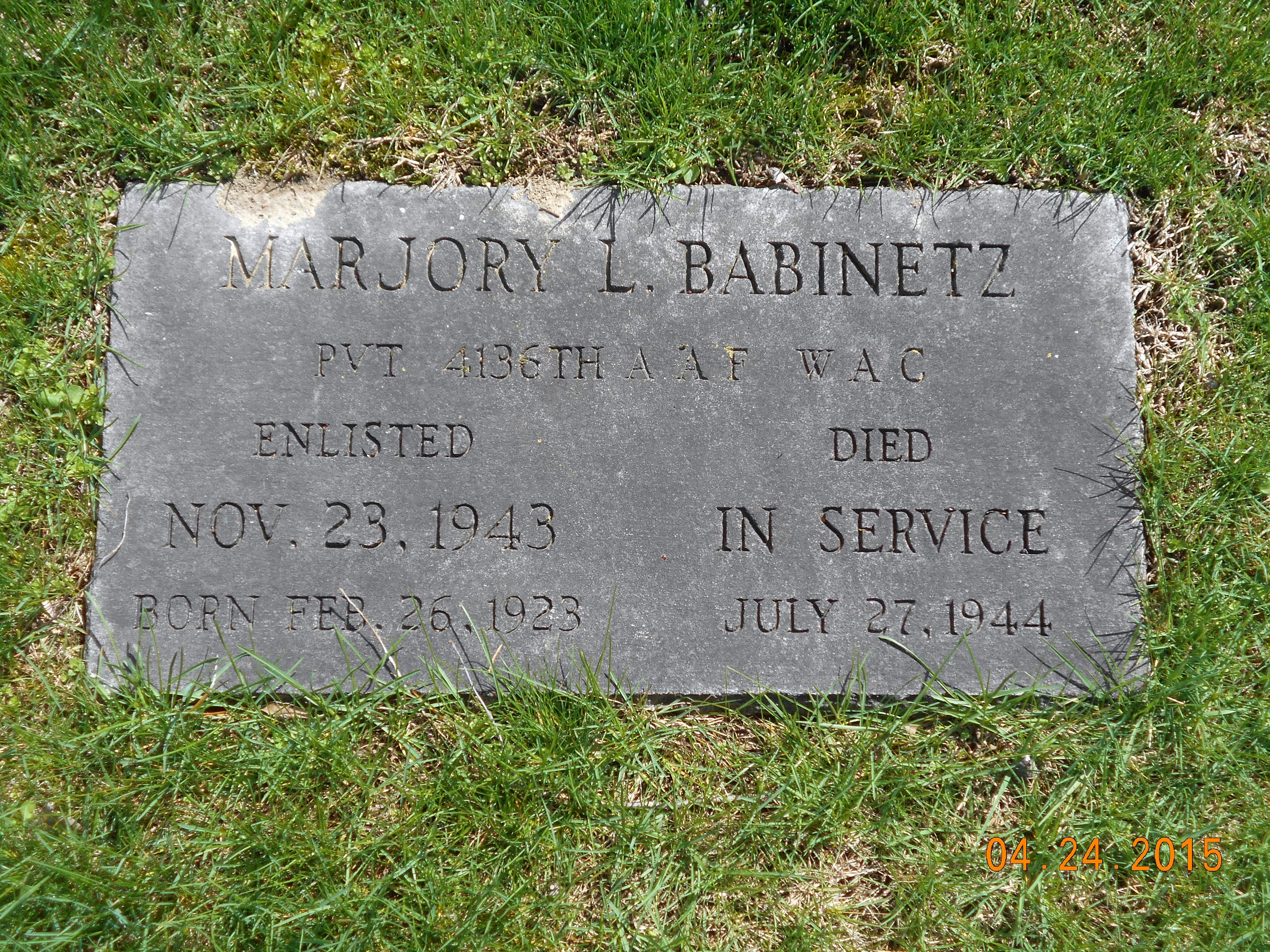
Могила Маргарити Бабинець на військовому кладовищі Mount Airy, штат Пенсильванія.

Стала до лав збройних сил в листопаді 1943 року. Проходила службу в 4136 стратегічному крилі ВПС США.
Влітку 1944 року знаходилась на посаді радиста і рекрутера WAC. Разом з пілотом Джеймсом Хоуї вони робили агітаційні вильоти американськими містами, за що Маргариту стали називати «сучасним Полом Ревером, з літаком замість коня», це відсилка до популярного сюжету часів Війни за незалежність — «Опівнчна Скачка Ревера», коли Пол заздалегідь попередив колоністів про наближення англійських військ, давши змогу їм підготуватись до битви і зрештою виграти війну.
Загинула разом з пілотом, під час перебування на борту пікіруючого бомбардувальника A-24 «Banshee», коли він розбився в Стіллвотері.
Посмертно була нагороджена «Повітряною медаллю за важливі досягнення», ставши першою жінкою і членом WAC, яка отримала цю нагороду
Похована з почестями на військовому кладовищі Mount Airy, Натрона Хайтс, штат Пенсильванія.
Припускають, що саме вона стала прототипом одного з персонажів американського фільму 1951 року «G.I. Jane».